# 인더스강돌고래
인더스강돌고래(Platanista minor)는 남아시아강돌고래과에 속하는 강돌고래의 한 종이다. 파키스탄의 인더스강 유역과 인도 북서부의 베아스강에 서식한다. 관개수로로 분리된 5개의 작은 하위 집단에 고르지 않게 분포한다.
1970년대부터 1998년까지 갠지스강돌고래(Platanista gangetica)와 인더스강돌고래는 별개의 종으로 여겨졌지만 1998년 두 종의 분류가 한 종의 아종으로 변경되었다. 하지만 최근의 연구 결과에 따르면 두 종은 별개의 종으로 밝혀졌다. 파키스탄의 국가 포유류이자 인도 펀자브주의 주 수생 동물로 지정되어 있다.